# Championnat du Japon de combiné nordique
Cette page recense les champions du Japon de combiné nordique depuis 1990.

## Résultats
| Année | Champion du Japon      |
| ----- | ---------------------- |
| 1990  | Kenji Ogiwara          |
| 1991  | 成田収平               |
| 1992  | Takanori Kōno          |
| 1993  | Kenji Ogiwara          |
| 1994  | Kenji Ogiwara          |
| 1995  | 山本直鋭               |
| 1996  | 上野隆                 |
| 1997  | Gen Tomii              |
| 1998  | 上野隆                 |
| 1999  | 高沢公冶               |
| 2000  | 山田和由               |
| 2001  | Daito Takahashi        |
| 2002  | Gen Tomii              |
| 2003  | Takanori Hagiwara (ja) |
| 2004  | Daito Takahashi        |
| 2005  | Daito Takahashi        |
| 2006  | Taihei Katō            |
| 2007  | Takashi Kitamura       |
| 2008  | Yōsuke Hatakeyama      |
| 2009  | Hideaki Nagai          |
| 2010  | Hideaki Nagai          |
| 2011  | Hideaki Nagai          |
| 2012  | Aguri Shimizu          |
| 2013  | Akito Watabe           |
| 2014  | Takehiro Watanabe      |
| 2015  | Yūsuke Minato          |
| 2016  | Akito Watabe           |
| 2017  | Yūsuke Minato          |